# セルヒオ・メンドーサ・イ・ラ・オルケスタ
セルヒオ・メンドーサ・イ・ラ・オルケスタ（Sergio Mendoza Y La Orkesta）
は、アリゾナ州ツーサンを拠点に活動するバンド。
活動音楽ジャンルは、インディ･マンボ（Indie Mambo）、ワールドミュージック。
メキシカン・マンボ（Mexican mambo）、
サイケデリック・クンビア（psychedelic cumbia）、
ランチェロ音楽、
メレンゲ音楽、
ルンバ、ジャズ、そしてインディー・ロック
を融合させた独自の音楽を生み出し、ワールドミュージックのジャンルで注目を集めている。

## 来歴
セルヒオ・メンドーサ（Sergio Mendoza）が2009年に
セルヒオ・メンドーサ・イ・ラ・オルケスタを結成。
最初は特別イベント 用の1回限りの結成、のつもりであったが、このバンドでの演奏に手応えと喜びを感じ活動を継続。
バンド結成の由来が物語るように、ペレス・プラドのマンボから受けた影響を、独自に発展させたサウンドを創造している。
後に、オルケスタ・メンドーサ（Orkesta Mendoza）と改名。
2014年10月のワールドミュージック・エキスポに参加し、
「WOMEX 14 Official Showcase Selection」の１つとしてステージを行った。
2015年5月のパチャンガ・ラティーノ・ミュージック・フェスティバルに出演し、ステージ演奏を行った。

## ディスコグラフィー
- Mambo Mexicano (2012)[1]
- La Rienda (2014)[2][3]
- ¡Vamos A Guarachar! (2016)[7]

## メンバー
- ジャック・ステルビス（Jack Sterbis）: ティンバレス
- ジョウ・ノベリ（Joe Novelli）: Lap steel guitar
- ローレンス・ロペス（Lawrence Lopez）: ドラムス
- マルコ・ロサノ（Marco Rosano）: サクソフォーン, クラリネット、アコーディオン、キーボード
- サルバドール・ドゥラン（Salvador Duran）: ヴォーカル、カホン、マラカス
- ショーン・ロジャーズ（Sean Rogers）: コントラバス
- セルヒオ・メンドーサ（Sergio Mendoza）: ヴォーカル、キーボード、ギター